# Gran Premio motociclistico della Repubblica Ceca 2014
Il Gran Premio motociclistico della Repubblica Ceca 2014 è stato l'undicesima prova del motomondiale del 2014.
Nelle tre classi in competizione le vittorie in gara sono state realizzate da: Dani Pedrosa in MotoGP, Esteve Rabat in Moto2 e Alexis Masbou in Moto3.

## MotoGP
Vittoria per la Honda RC213V con Dani Pedrosa, il pilota spagnolo torna al successo che gli mancava dal GP della Malesia del 2013 (non saliva sul gradino più alto del podio da 13 gare), realizzando la sua personale ventiseiesima vittoria in MotoGP, quarantanovesima in carriera nel motomondiale. Con questa affermazione di Pedrosa, si interrompe a dieci la sequenza di vittorie consecutive di Marc Márquez (compagno di Pedrosa nel team Repsol Honda), sequenza che era iniziata alla prima gara di questa stagione. Con Márquez che non ottiene neanche un piazzamento sul podio (giungendo sul traguardo al quarto posto), si piazzano secondo e terzo i due piloti del team Movistar Yamaha, rispettivamente Jorge Lorenzo e Valentino Rossi.
In virtù dei risultati questi GP, Márquez mantiene il primo posto nel mondiale con 263 punti, mentre Pedrosa rafforza la seconda posizione con 186 punti, staccando i due piloti del team Movistar Yamaha, con Rossi terzo a 173 punti e Lorenzo quarto con 137.
Nel campionato costruttori continua il ruolino di marcia della Honda a punteggio pieno, grazie alla vittoria nella totalità delle gare corse in stagione fino a questo momento.
Alla vigilia di questo GP, il pilota statunitense Colin Edwards annuncia il suo ritiro immediato dalle competizioni motociclistiche, al suo posto il team NGM Forward Racing ingaggia il pilota sammarinese Alex De Angelis.

### Arrivati al traguardo
| Pos. | Nº | Pilota           | Squadra               | Motocicletta       | Giri | Tempo           | Griglia | Punti |
| ---- | -- | ---------------- | --------------------- | ------------------ | ---- | --------------- | ------- | ----- |
| 1º   | 26 | Dani Pedrosa     | Repsol Honda          | Honda RC213V       | 22   | 42min 47s 800ms | 5º      | 25    |
| 2º   | 99 | Jorge Lorenzo    | Movistar Yamaha       | Yamaha YZR-M1      | 22   | +0.410          | 6º      | 20    |
| 3º   | 46 | Valentino Rossi  | Movistar Yamaha       | Yamaha YZR-M1      | 22   | +5.259          | 7º      | 16    |
| 4º   | 93 | Marc Márquez     | Repsol Honda          | Honda RC213V       | 22   | +10.454         | 1º      | 13    |
| 5º   | 29 | Andrea Iannone   | Pramac Racing         | Ducati Desmosedici | 22   | +17.639         | 3º      | 11    |
| 6º   | 4  | Andrea Dovizioso | Ducati Team           | Ducati Desmosedici | 22   | +17.834         | 2º      | 10    |
| 7º   | 6  | Stefan Bradl     | LCR Honda             | Honda RC213V       | 22   | +23.819         | 8º      | 9     |
| 8º   | 41 | Aleix Espargaró  | NGM Forward Racing    | Forward Yamaha     | 22   | +29.621         | 10º     | 8     |
| 9º   | 38 | Bradley Smith    | Monster Yamaha Tech 3 | Yamaha YZR-M1      | 22   | +30.364         | 4º      | 7     |
| 10º  | 19 | Álvaro Bautista  | GO&FUN Honda Gresini  | Honda RC213V       | 22   | +37.639         | 14º     | 6     |
| 11º  | 45 | Scott Redding    | GO&FUN Honda Gresini  | Honda RCV1000R     | 22   | +55.604         | 15º     | 5     |
| 12º  | 51 | Michele Pirro    | Ducati Team           | Ducati Desmosedici | 22   | +56.727         | 13º     | 4     |
| 13º  | 7  | Hiroshi Aoyama   | Drive M7 Aspar        | Honda RCV1000R     | 22   | +56.908         | 16º     | 3     |
| 14º  | 17 | Karel Abraham    | Cardion AB Motoracing | Honda RCV1000R     | 22   | +1'04.135       | 17º     | 2     |
| 15º  | 2  | Leon Camier      | Drive M7 Aspar        | Honda RCV1000R     | 22   | +1'04.902       | 18º     | 1     |
| 16º  | 15 | Alex De Angelis  | NGM Forward Racing    | Forward Yamaha     | 22   | +1'20.666       | 20º     |       |
| 17º  | 8  | Héctor Barberá   | Avintia Racing        | Avintia GP14       | 22   | +1'24.282       | 21º     |       |
| 18º  | 63 | Mike Di Meglio   | Avintia Racing        | Avintia GP14       | 22   | +1'27.436       | 24º     |       |
| 19º  | 23 | Broc Parkes      | Paul Bird Motorsport  | PBM                | 22   | +1'38.867       | 23º     |       |

### Ritirati
| Nº | Pilota          | Squadra                   | Motocicletta       | Giri | Griglia |
| -- | --------------- | ------------------------- | ------------------ | ---- | ------- |
| 9  | Danilo Petrucci | Octo IodaRacing           | ART                | 20   | 19º     |
| 35 | Cal Crutchlow   | Ducati Team               | Ducati Desmosedici | 7    | 11º     |
| 44 | Pol Espargaró   | Monster Yamaha Tech 3     | Yamaha YZR-M1      | 6    | 9º      |
| 70 | Michael Laverty | Paul Bird Motorsport      | PBM                | 6    | 22º     |
| 68 | Yonny Hernández | Energy T.I. Pramac Racing | Ducati Desmosedici | 5    | 12º     |

## Moto2
Dopo aver ottenuto la pole position di sabato, Esteve Rabat alla guida della Kalex Moto2 vince anche la gara realizzando anche il giro più veloce. Per il pilota iberico del team Marc VDS Racing si tratta della quinta affermazione stagionale, ottava totale della sua carriera nel motomondiale. Secondo posto sul traguardo per il finlandese Mika Kallio (compagno di squadra di Rabat) con Sandro Cortese che, grazie al terzo posto, ottiene il suo primo podio nella classe Moto2.
Con i 25 punti racimolati con questa vittoria, Rabat rafforza il primo posto nella graduatoria mondiale portandosi a 208 punti, incrementando il suo vantaggio nei confronti di Kallio, adesso staccato di dodici lunghezze.
Esordio nel motomondiale in questa gara per Riccardo Russo, che viene ingaggiato dal team Tasca Racing per andare a sostituire Alex De Angelis (il pilota sammarinese si sposta a correre in MotoGP).

### Arrivati al traguardo
| Pos. | Nº | Pilota             | Squadra                    | Motocicletta       | Giri | Tempo           | Griglia | Punti |
| ---- | -- | ------------------ | -------------------------- | ------------------ | ---- | --------------- | ------- | ----- |
| 1º   | 53 | Esteve Rabat       | Marc VDS Racing            | Kalex Moto2        | 20   | 41min 05s 058ms | 1º      | 25    |
| 2º   | 36 | Mika Kallio        | Marc VDS Racing            | Kalex Moto2        | 20   | +3.274          | 6º      | 20    |
| 3º   | 11 | Sandro Cortese     | Dynavolt Intact GP         | Kalex Moto2        | 20   | +6.227          | 3º      | 16    |
| 4º   | 12 | Thomas Lüthi       | Interwetten Paddock        | Suter MMX2         | 20   | +8.083          | 2º      | 13    |
| 5º   | 77 | Dominique Aegerter | Technomag carXpert         | Suter MMX2         | 20   | +8.145          | 7º      | 11    |
| 6º   | 40 | Maverick Viñales   | Paginas Amarillas HP 40    | Kalex Moto2        | 20   | +9.392          | 17º     | 10    |
| 7º   | 60 | Julián Simón       | Italtrans Racing           | Kalex Moto2        | 20   | +10.669         | 11º     | 9     |
| 8º   | 21 | Franco Morbidelli  | Italtrans Racing           | Kalex Moto2        | 20   | +14.561         | 10º     | 8     |
| 9º   | 5  | Johann Zarco       | AirAsia Caterham           | Caterham Suter     | 20   | +15.242         | 12º     | 7     |
| 10º  | 23 | Marcel Schrötter   | Tech 3                     | Tech 3 Mistral 610 | 20   | +17.170         | 8º      | 6     |
| 11º  | 49 | Axel Pons          | AGR Team                   | Kalex Moto2        | 20   | +21.328         | 15º     | 5     |
| 12º  | 3  | Simone Corsi       | NGM Forward Racing         | Kalex Moto2        | 20   | +21.534         | 5º      | 4     |
| 13º  | 55 | Hafizh Syahrin     | Petronas Raceline Malaysia | Kalex Moto2        | 20   | +21.686         | 21º     | 3     |
| 14º  | 19 | Xavier Siméon      | Federal Oil Gresini        | Suter MMX2         | 20   | +21.985         | 20º     | 2     |
| 15º  | 94 | Jonas Folger       | AGR Team                   | Kalex Moto2        | 20   | +22.144         | 9º      | 1     |
| 16º  | 96 | Louis Rossi        | SAG Team                   | Kalex Moto2        | 20   | +23.588         | 18º     |       |
| 17º  | 54 | Mattia Pasini      | NGM Forward Racing         | Kalex Moto2        | 20   | +23.865         | 13º     |       |
| 18º  | 81 | Jordi Torres       | Mapfre Aspar               | Suter MMX2         | 20   | +23.960         | 19º     |       |
| 19º  | 30 | Takaaki Nakagami   | Idemitsu Honda Team Asia   | Kalex Moto2        | 20   | +25.367         | 22º     |       |
| 20º  | 88 | Ricard Cardús      | Tech 3                     | Tech 3 Mistral 610 | 20   | +25.719         | 16º     |       |
| 21º  | 2  | Josh Herrin        | AirAsia Caterham           | Caterham Suter     | 20   | +33.473         | 33º     |       |
| 22º  | 95 | Anthony West       | QMMF Racing                | Speed Up SF14      | 20   | +33.890         | 28º     |       |
| 23º  | 84 | Riccardo Russo     | Tasca Racing               | Suter MMX2         | 20   | +34.152         | 26º     |       |
| 24º  | 4  | Randy Krummenacher | Octo IodaRacing            | Suter MMX2         | 20   | +34.307         | 25º     |       |
| 25º  | 18 | Nicolás Terol      | Mapfre Aspar               | Suter MMX2         | 20   | +34.575         | 29º     |       |
| 26º  | 8  | Gino Rea           | AGT REA Racing             | Suter MMX2         | 20   | +36.821         | 27º     |       |
| 27º  | 97 | Román Ramos        | QMMF Racing                | Speed Up SF14      | 20   | +50.747         | 31º     |       |
| 28º  | 25 | Azlan Shah         | Idemitsu Honda Team Asia   | Kalex Moto2        | 20   | +1'01.646       | 32º     |       |
| 29º  | 10 | Thitipong Warokorn | APH PTT The Pizza SAG      | Kalex Moto2        | 20   | +1'01.765       | 36º     |       |
| 30º  | 70 | Robin Mulhauser    | Technomag carXpert         | Suter MMX2         | 20   | +1'39.362       | 30º     |       |
| 31º  | 90 | Lucas Mahias       | Promoto Sport              | Transfiormers      | 20   | +2'00.810       | 23º     |       |

### Ritirati
| Nº | Pilota              | Squadra                 | Motocicletta  | Giri | Griglia |
| -- | ------------------- | ----------------------- | ------------- | ---- | ------- |
| 39 | Luis Salom          | Paginas Amarillas HP 40 | Kalex Moto2   | 15   | 14º     |
| 59 | Miroslav Popov      | Montaze Broz Racing     | Suter MMX2    | 8    | 35º     |
| 22 | Sam Lowes           | Speed Up                | Speed Up SF14 | 7    | 4º      |
| 45 | Tetsuta Nagashima   | Teluru Team JiR Webike  | TSR           | 3    | 34º     |
| 7  | Lorenzo Baldassarri | Gresini Moto2           | Suter MMX2    | 0    | 24º     |

## Moto3
Primo successo in carriera nel motomondiale in questa gara per il pilota francese Alexis Masbou con la Honda NSF250R del team Ongetta-Rivacold, che taglia il traguardo per primo in volata, sopravanzando di 157 millesimi Enea Bastianini con la KTM RC 250 GP dello Junior Team GO&FUN, con il pilota italiano che si classifica al secondo posto. Al terzo posto, anche lui staccato di pochi millesimi, si piazza Danny Kent, che porta per la prima volta sul podio di una gara della classe Moto3 la Husqvarna. In generale si è registrata una gara tiratissima, con i primi sedici piloti che hanno concluso sul traguardo racchiusi in meno di due secondi (lo spagnolo Guevara giunge sedicesimo a 1 secondo e 944 millesimi dal vincitore).
Da segnalare l'errore del pilota spagnolo Álex Rins, che transitato per primo sul traguardo del penultimo giro, festeggia la vittoria convinto che si trattasse dell'ultimo giro, per poi rendersi conto dell'errore e chiudere la gara al nono posto.
Fuori dal podio i piloti in lotta per il titolo mondiale, con Jack Miller (quinto in questa gara) che mantiene la leadership con 169 punti, seguito da Álex Márquez (quarto sul traguardo) secondo in graduatoria con 146 punti e Efrén Vázquez (ottavo in gara) terzo con 145 punti.

### Arrivati al traguardo
| Pos. | Nº | Pilota              | Squadra                   | Motocicletta        | Giri | Tempo           | Griglia | Punti |
| ---- | -- | ------------------- | ------------------------- | ------------------- | ---- | --------------- | ------- | ----- |
| 1º   | 10 | Alexis Masbou       | Ongetta-Rivacold          | Honda NSF250R       | 19   | 40min 59s 759ms | 7º      | 25    |
| 2º   | 33 | Enea Bastianini     | Junior Team GO&FUN        | KTM RC 250 GP       | 19   | +0.157          | 9º      | 20    |
| 3º   | 52 | Danny Kent          | Red Bull Husqvarna Ajo    | Husqvarna FR 250 GP | 19   | +0.187          | 12º     | 16    |
| 4º   | 12 | Álex Márquez        | Estrella Galicia 0,0      | Honda NSF250R       | 19   | +0.200          | 1º      | 13    |
| 5º   | 8  | Jack Miller         | Red Bull KTM Ajo          | KTM RC 250 GP       | 19   | +0.217          | 6º      | 11    |
| 6º   | 41 | Brad Binder         | Ambrogio Racing           | Mahindra MGP3O      | 19   | +0.310          | 14º     | 10    |
| 7º   | 44 | Miguel Oliveira     | Mahindra Racing           | Mahindra MGP3O      | 19   | +0.470          | 5º      | 9     |
| 8º   | 7  | Efrén Vázquez       | SaxoPrint-RTG             | Honda NSF250R       | 19   | +0.549          | 8º      | 8     |
| 9º   | 42 | Álex Rins           | Estrella Galicia 0,0      | Honda NSF250R       | 19   | +0.910          | 4º      | 7     |
| 10º  | 32 | Isaac Viñales       | Calvo Team                | KTM RC 250 GP       | 19   | +1.009          | 2º      | 6     |
| 11º  | 5  | Romano Fenati       | SKY Racing Team VR46      | KTM RC 250 GP       | 19   | +1.042          | 10º     | 5     |
| 12º  | 31 | Niklas Ajo          | Avant Tecno Husqvarna Ajo | Husqvarna FR 250 GP | 19   | +1.061          | 16º     | 4     |
| 13º  | 23 | Niccolò Antonelli   | Junior Team GO&FUN        | KTM RC 250 GP       | 19   | +1.191          | 3º      | 3     |
| 14º  | 84 | Jakub Kornfeil      | Calvo Team                | KTM RC 250 GP       | 19   | +1.809          | 13º     | 2     |
| 15º  | 98 | Karel Hanika        | Red Bull KTM Ajo          | KTM RC 250 GP       | 19   | +1.838          | 17º     | 1     |
| 16º  | 58 | Juanfran Guevara    | Mapfre Aspar              | Kalex KTM           | 19   | +1.944          | 18º     |       |
| 17º  | 21 | Francesco Bagnaia   | SKY Racing Team VR46      | KTM RC 250 GP       | 19   | +12.764         | 20º     |       |
| 18º  | 95 | Jules Danilo        | Ambrogio Racing           | Mahindra MGP3O      | 19   | +14.759         | 29º     |       |
| 19º  | 9  | Scott Deroue        | RW Racing GP              | Kalex KTM           | 19   | +15.179         | 25º     |       |
| 20º  | 3  | Matteo Ferrari      | San Carlo Team Italia     | Mahindra MGP3O      | 19   | +15.193         | 26º     |       |
| 21º  | 19 | Alessandro Tonucci  | CIP                       | Mahindra MGP3O      | 19   | +15.258         | 15º     |       |
| 22º  | 63 | Zulfahmi Khairuddin | Ongetta-AirAsia           | Honda NSF250R       | 19   | +21.659         | 22º     |       |
| 23º  | 51 | Bryan Schouten      | CIP                       | Mahindra MGP3O      | 19   | +21.721         | 30º     |       |
| 24º  | 65 | Philipp Öttl        | Interwetten Paddock       | Kalex KTM           | 19   | +26.792         | 32º     |       |
| 25º  | 55 | Andrea Locatelli    | San Carlo Team Italia     | Mahindra MGP3O      | 19   | +26.828         | 23º     |       |
| 26º  | 61 | Arthur Sissis       | Mahindra Racing           | Mahindra MGP3O      | 19   | +27.033         | 31º     |       |
| 27º  | 57 | Eric Granado        | Calvo Team                | KTM RC 250 GP       | 19   | +36.752         | 21º     |       |
| 28º  | 38 | Hafiq Azmi          | SIC-AJO                   | KTM RC 250 GP       | 19   | +1'04.397       | 24º     |       |
| 29º  | 4  | Gabriel Ramos       | Kiefer Racing             | Kalex KTM           | 19   | +1'06.287       | 34º     |       |

### Ritirati
| Nº | Pilota          | Squadra         | Motocicletta  | Giri | Griglia |
| -- | --------------- | --------------- | ------------- | ---- | ------- |
| 43 | Luca Grünwald   | Kiefer Racing   | Kalex KTM     | 12   | 28º     |
| 22 | Ana Carrasco    | RW Racing GP    | Kalex KTM     | 12   | 33ª     |
| 91 | Gabriel Rodrigo | RBA Racing      | KTM RC 250 GP | 11   | 27º     |
| 17 | John McPhee     | SaxoPrint-RTG   | Honda NSF250R | 1    | 11º     |
| 99 | Jorge Navarro   | Marc VDS Racing | Kalex KTM     | 1    | 19º     |